# 張寧 (記者)
張寧（1988年9月24日—），臺灣新聞主播，畢業於銘傳大學廣電系，現任職台視新聞。2018年6月赴英國進修，並取得西敏大學電影電視動畫碩士。

## 學歷
- 宜蘭縣蘇澳鎮蘇澳國民小學
- 宜蘭縣私立中道高級中學國中部
- 國立蘭陽女子高級中學
- 銘傳大學廣電系
- 西敏大學電影電視動畫碩士

## 經歷
- 中天新聞台記者
- 台視新聞記者、主播、主持人、專題記者
- 臺北廣播電臺主持人

## 外部連結
- 台視新聞主播 - 張寧 （页面存档备份，存于）
- 張寧的Facebook專頁
- 張寧的Instagram帳戶
- YouTube上的主播黑白玩頻道